# Amand Audaire
Amand Audair (Saint-Sébastien-sur-Loire, 28 settembre 1924 – Saint-Sébastien-sur-Loire, 20 dicembre 2013) è stato un ciclista su strada francese.

## Carriera
Professionista dal 1939 al 1950, vinse nel 1945 il campionato francese, e il Bretagne Classic Ouest-France. Vinse anche due tappe del Tour de France.

## Palmarès
- 1946

Nantes-La Baule
- 1947

Circuit de la Vallée de la Loire
- 1948

Boucles de l'Aulne
- 1949

Bretagne Classic Ouest-France
- 1950

Bretagne Classic Ouest-France
Parigi-Bourges
- 1956

Circuit de la Vallée de la Loire
- 1957

Boucle de l'Aulne